# Ferganotettix karatalicus
Ferganotettix karatalicus är en insektsart som beskrevs av Mitjaev 2000. Ferganotettix karatalicus ingår i släktet Ferganotettix och familjen dvärgstritar. Inga underarter finns listade i Catalogue of Life.